# Fernandocrambus parva
Fernandocrambus parva là một loài bướm đêm trong họ Crambidae.